# Hệ số
Trong toán học, hệ số là một nhân tử (số nhân) trong một vài số hạng của một biểu thức. Nó thường là một số, nhưng không phải là biến số. Ví dụ, trong biểu thức
{\displaystyle 7x^{2}-3xy+1.5+y}
hai số hạng đầu tiên có hệ số là 7 và -3. Số hạng thứ ba 1.5 là một hằng số. Số hạng cuối cùng không có một hệ số được liệt kê rõ ràng, nhưng hệ số của số hạng này được coi là 1, vì số hạng cũng không thay đổi khi nhân với thừa số đó. Hệ số thường là các số, mặc dù chúng cũng có thể là các tham số a, b và c như trong ví dụ này
{\displaystyle ax^{2}+bx+c}
khi ta hiểu rằng a, b và c không phải là các biến số.

## Đại số tuyến tính
Trong đại số tuyến tính, một hệ phương trình tuyến tính được liên hệ với một ma trận hệ số, được sử dụng trong quy tắc Cramer để tìm nghiệm của hệ phương trình.
Phần tử chính (đôi khi gọi là hệ số chính) của một hàng trong một ma trận là phần tử khác 0 đầu tiên trong hàng đó. Lấy ví dụ ma trận được mô tả sau đây:
{\displaystyle {\begin{pmatrix}1&2&0&6\\0&2&9&4\\0&0&0&4\\0&0&0&0\end{pmatrix}},}
phần tử chính của cột đầu tiên là 1; của cột thứ hai là 2; của cột thứ ba là 4; và cột cuối cùng (toàn là 0) không có phần tử chính.
Mặc dù các hệ số thường được coi là hằng số trong đại số sơ cấp, chúng cũng có thể được coi là các biến nếu xét trong ngữ cảnh rộng hơn. Ví dụ, các tọa độ{\displaystyle (x_{1},x_{2},\dotsc ,x_{n})} của một vectơ {\displaystyle v} trong một không gian vectơ với cơ sở hữu hạn {\displaystyle \lbrace e_{1},e_{2},\dotsc ,e_{n}\rbrace }, là các hệ số của các vectơ cơ sở trong biểu thức sau:
{\displaystyle v=x_{1}e_{1}+x_{2}e_{2}+\dotsb +x_{n}e_{n}.}